# Phoenicurus ochruros
El colirrojo tizón (Phoenicurus ochruros) es una especie de ave paseriforme de la familia Muscicapidae.

## Descripción

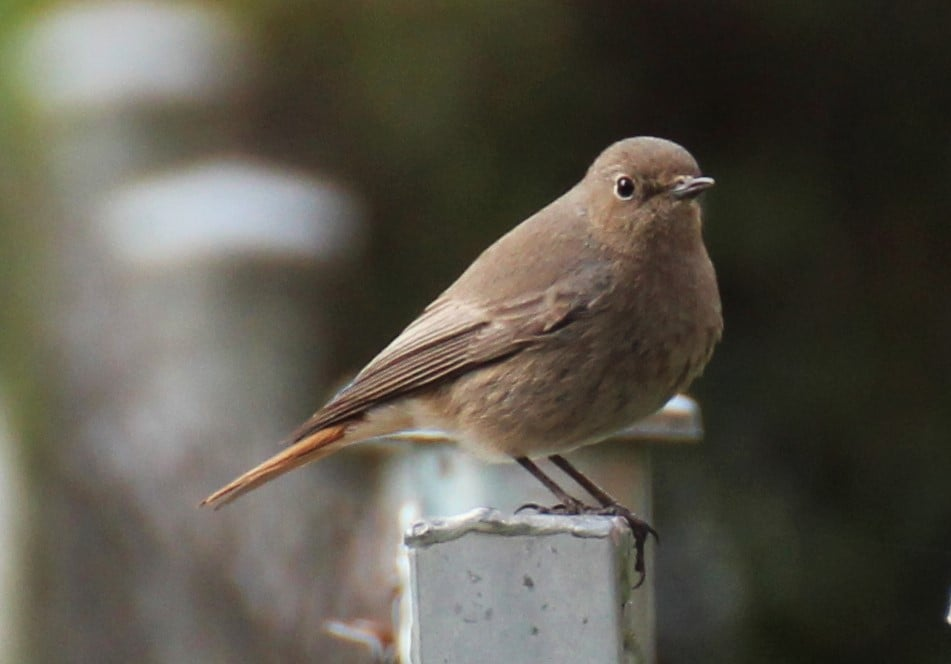
Colirrojo tizón hembra

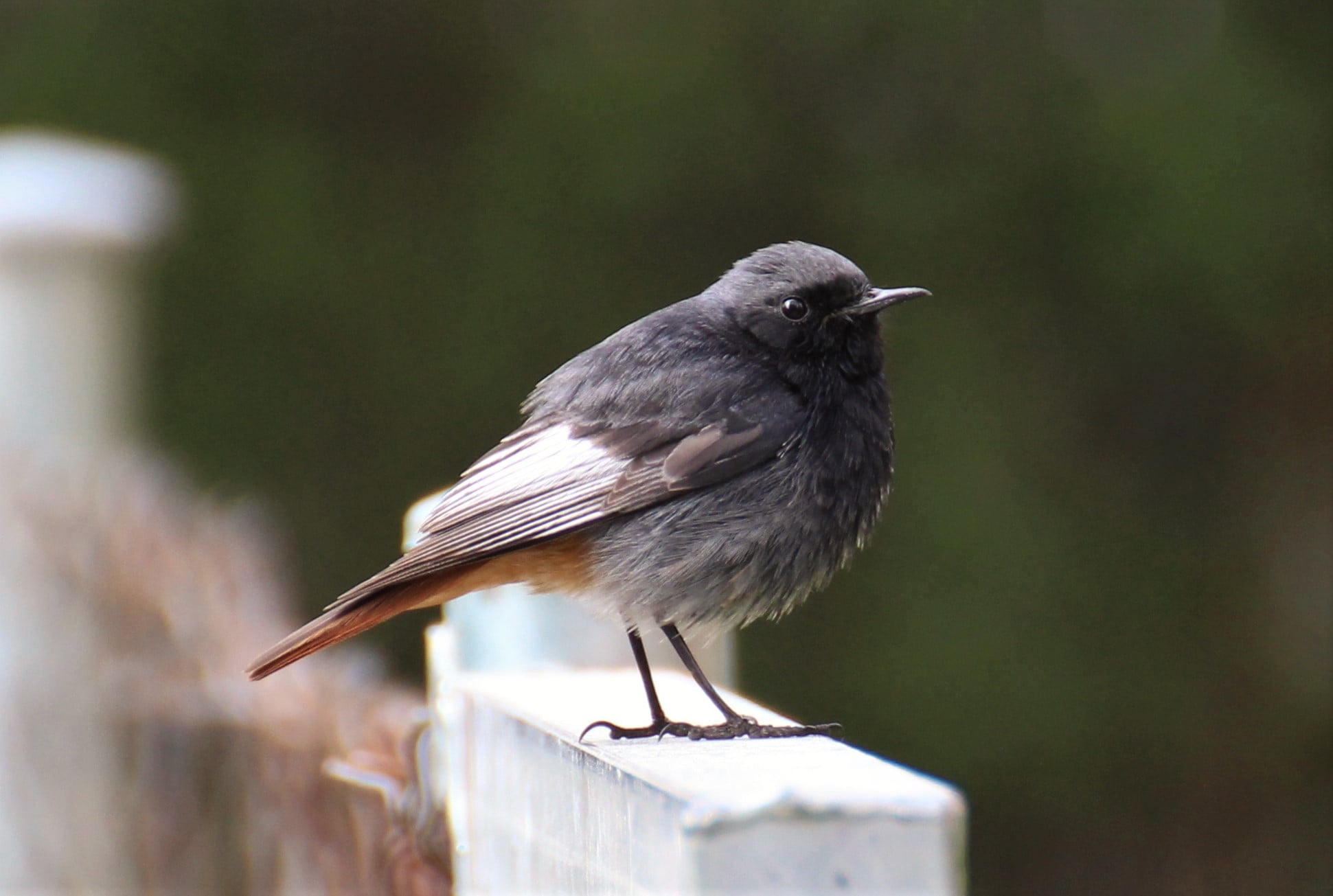
Colirrojo tizón macho

Es común en jardines de pueblos y ciudades; suele encontrarse, en medios más naturalizados, en laderas rocosas con piedras y peñascos. Se trata de un ave de 14 cm de longitud y 24 cm de envergadura, de color negro con una cola de tono rojizo-anaranjado en los machos, en primavera; en hembras e inmaduros, el color es gris, más pálido. Posee un comportamiento característico de oscilación de la cola cuando percha sobre tejados y muros.
Su voz es un reclamo duro, chirriante, inconfundible.
Su nido es herbáceo, en huecos de edificios, cornisas o acantilados. Pone de cuatro a seis huevos en dos nidadas, de mayo a julio.
Se alimenta de insectos, bayas y semillas que recoge del suelo, lanzándose sobre ellas desde la percha.
Se distribuye en la mayor parte de Europa, donde cría, salvo en Islandia.

## Subespecies
Se reconocen las siguientes subespecies:
- Phoenicurus ochruros gibraltariensis
- Phoenicurus ochruros aterrimus
- Phoenicurus ochruros ochruros
- Phoenicurus ochruros semirufus
- Phoenicurus ochruros phoenicuroides
- Phoenicurus ochruros rufiventris
- Phoenicurus ochruros xerophilus

## Galería de imágenes

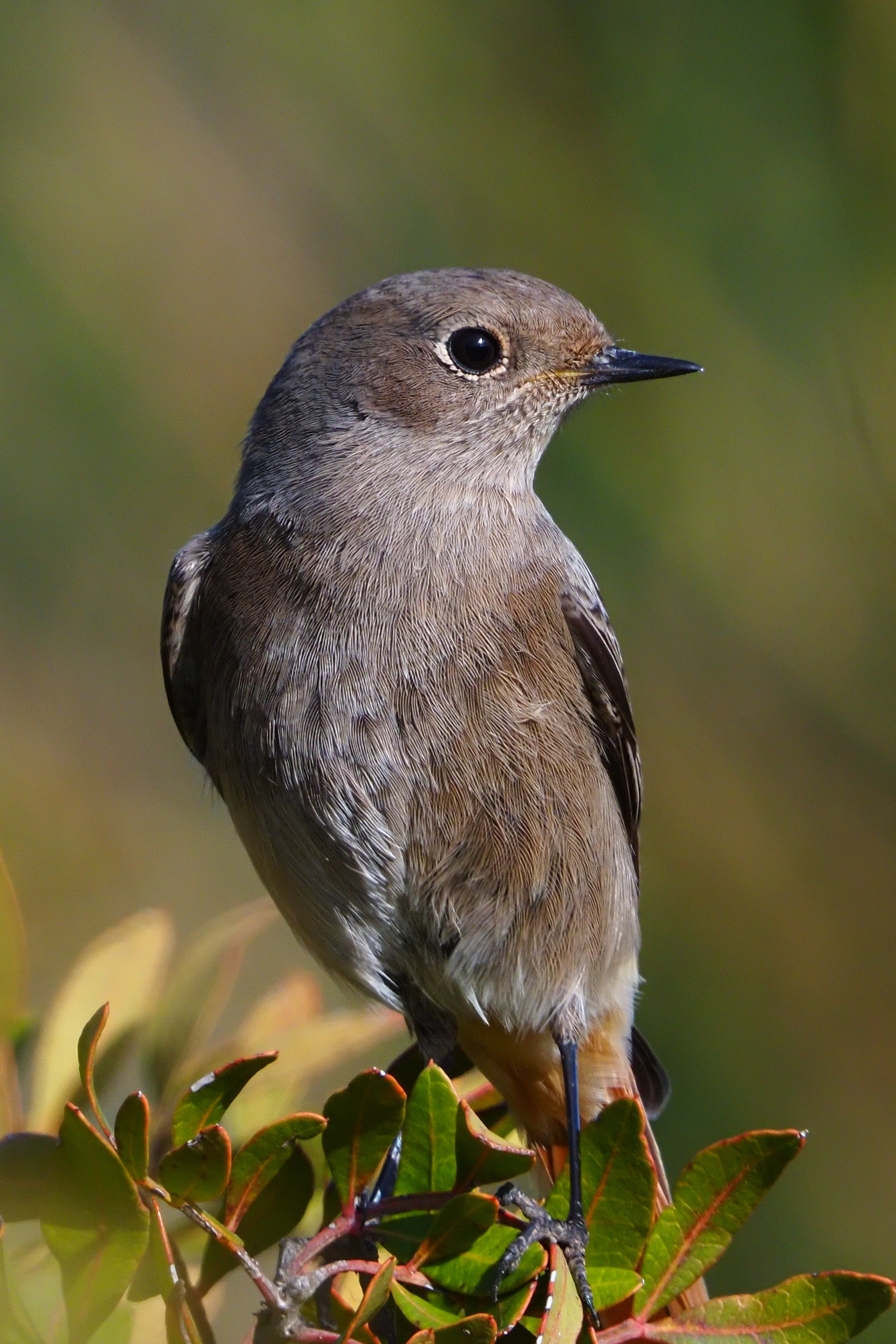
Phoenicurus ochruros (hembra)
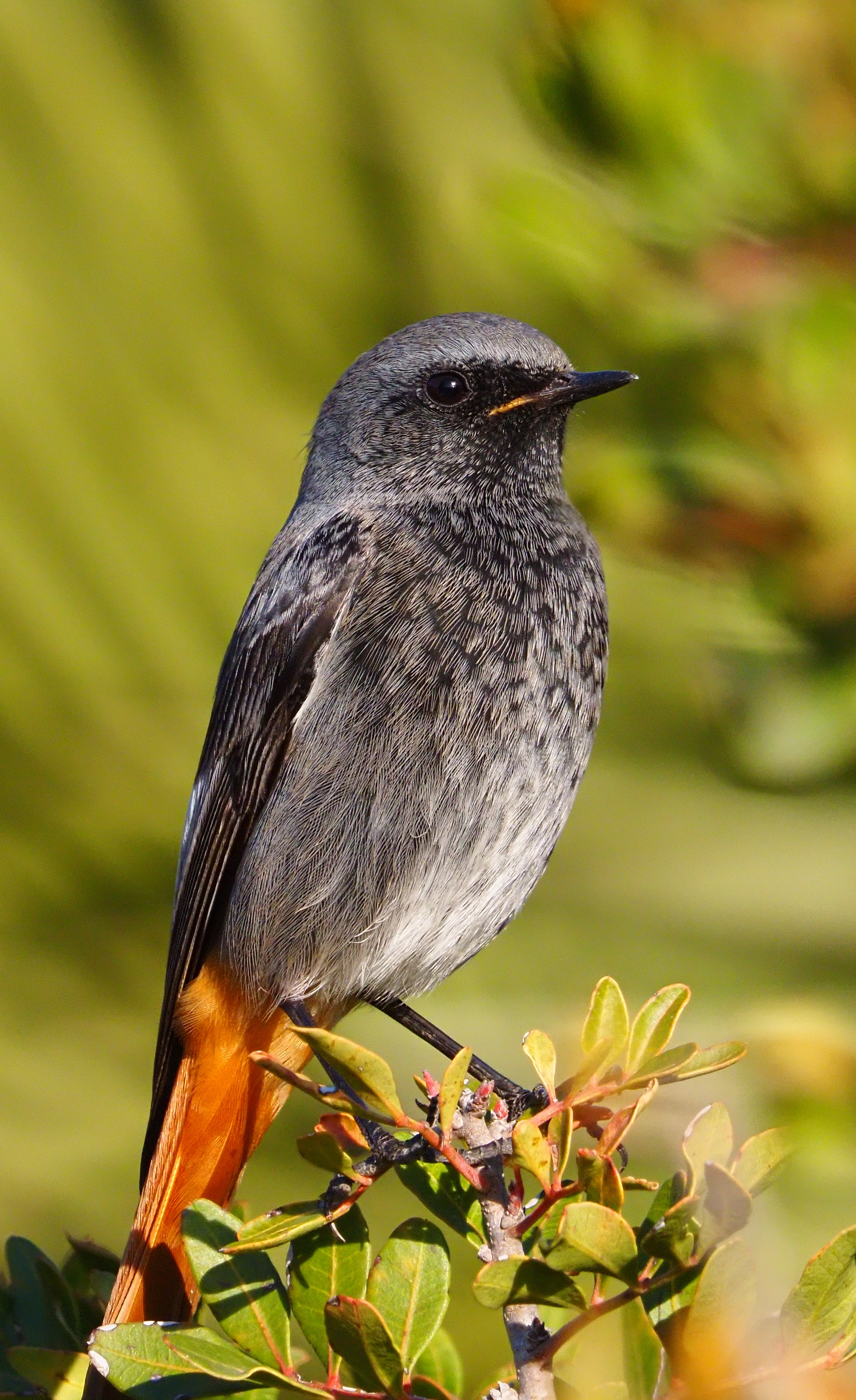
Phoenicurus ochruros (macho)
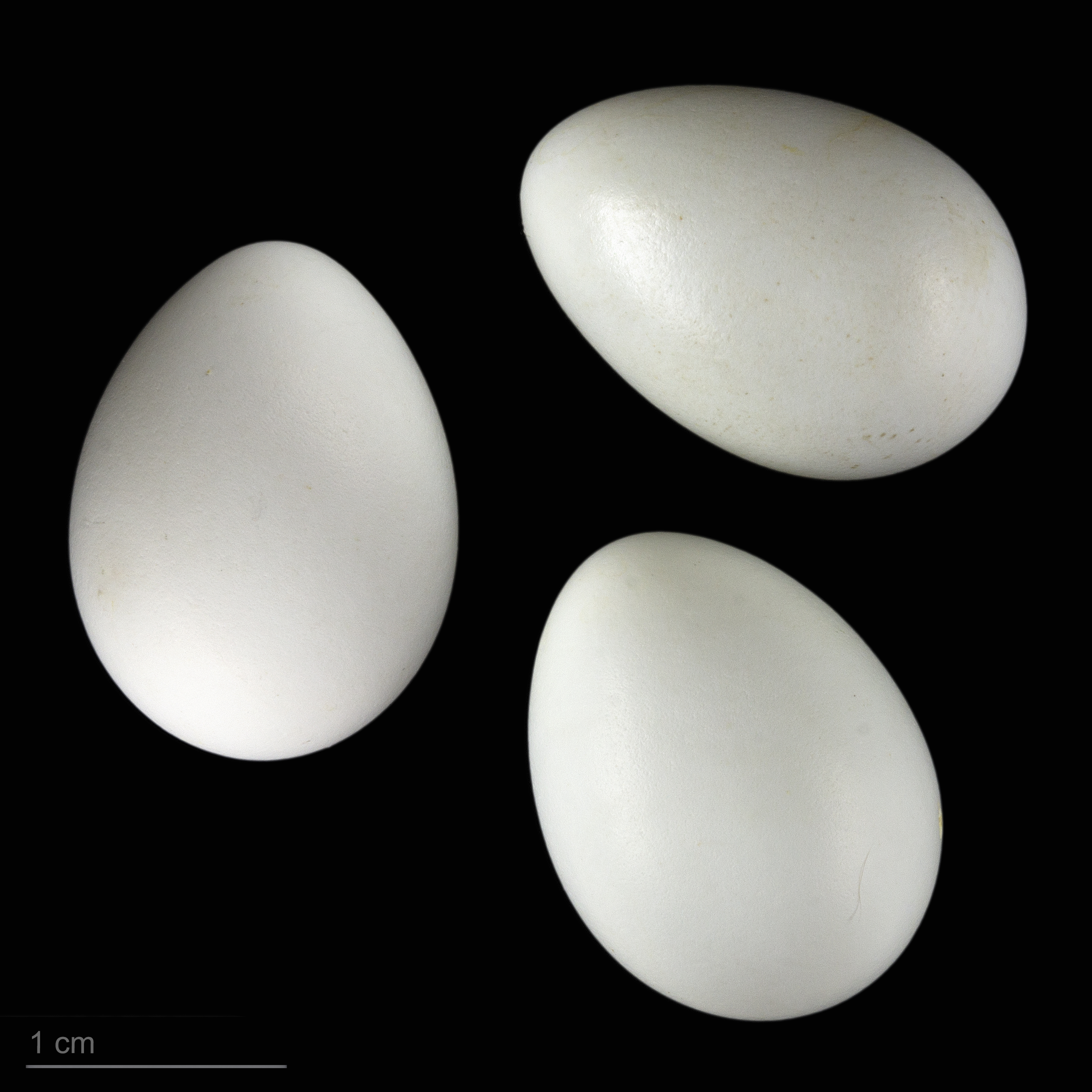
Phoenicurus ochruros - MHNT